# Jean Hengsberger
Jean Hengsberger (* 29. Oktober 1866 in Hanau; † 30. April 1948 ebenda) war ein deutscher Jurist und Mitglied des Preußischen Abgeordnetenhauses.

## Leben
Jean Hengsberger war ein Sohn des Fabrikanten Adalbert Amand Hengsberger (1827–1900) und dessen Ehefrau Johann Margarethe Weidert (1831–1907). Nach dem Abitur am Gymnasium Hanau absolvierte er ein Studium der Rechtswissenschaften an den Universitäten Heidelberg, Freiburg/Breisgau und Berlin und war Amtsgerichtsrat beim Amtsgericht Schlüchtern sowie Kreisgerichtsrat beim Kreisgericht.
Als Mitglied der Deutschnationalen Volkspartei kandidierte er erfolglos im Wahlkreis Kassel 7 (Fulda, Gersfeld, Schlüchtern) für die Reichstagswahl 1907.
Von 1913 bis 1918 war er Mitglied des Preußischen Abgeordnetenhauses, gewählt für den Wahlkreis Kassel 13 (Schlüchtern, Gelnhausen). Dabei war er Hospitant der Freikonservativen Partei und von 1915 bis 1918 Schriftführer.

### Familie
Am 7. April 1897 heiratete er in Hanau Maria Kathinka Bissinger (1868–1948). Aus der Ehe sind keine Kinder hervorgegangen.
Sein Bruder Johann Wilhelm († 1910) war Kaufmann und seine Schwester Susanna Marie (1862–1943) mit Adalbert Hengsberger verheiratet.